# Belize
Pour les articles homonymes, voir Belize (homonymie).
Belize, Bélize
(en) Belize
Le Belize ou Bélize,, (en anglais : Belize ; en espagnol : Belice) est un royaume du Commonwealth (monarchie constitutionnelle unitaire dotée d'un régime parlementaire à tendance ministérielle) dont le territoire est situé en Amérique centrale, au sud-est du Mexique et au nord-est du Guatemala.
Le pays a pour capitale Belmopan. Sa devise est Sub umbra floreo (« Je fleuris à l'ombre ») et son drapeau est constitué de trois bandes horizontales respectivement rouge, bleue et rouge, avec au centre les armoiries du Belize. Son hymne est Land of the Free et sa monnaie est le dollar bélizien. La fête nationale se célèbre le 21 septembre, pour commémorer l'indépendance du pays vis-à-vis du Royaume-Uni en 1981.
Sa langue officielle est l'anglais, mais l'espagnol, le kriol (créole), le maya et le garifuna sont également parlées. 58 % de la population bélizienne est de confession catholique et 34 % est de confession protestante.
En 2021 et depuis plus d'une décennie, le Belize est un paradis fiscal figurant chaque année dans la liste des « principales juridictions de blanchiment d'argent » dans le monde et il est apparu très fréquemment dans les Pandora Papers.

## Toponymie
Le Belize s’est appelé Honduras britannique de 1862 à 1973. La dénomination actuelle provient du nom de l’ancienne capitale — Belize — et du fleuve du même nom.

## Civilisation maya
Cette civilisation amérindienne a occupé le Belize, comme les territoires proches du Yucatán (Mexique) et Guatemala. Se visitent notamment :
- la cité de Xunantunich qui prospéra entre 600 et 900 ap. J.-C. Les touristes peuvent observer la canopée depuis le sommet de la pyramide d'El Castillo (de) ;
- Caracol et ses 150 000 habitants au VIIe siècle ;
- Lubaantun, dont les temples ont été détruits par les conquistadors à la recherche d'or.

## Histoire
- XVIe siècle av. J.-C.-IVe siècle : expansion de la civilisation maya depuis le Nord de la péninsule du Yucatán
- Au XVIIe siècle, on comptait parmi les repaires de corsaires, pirates et flibustiers, huguenots ou puritains, la côte du Belize.
- 1588 : victoire britannique sur l'Armada espagnole.
- 1763 : les Britanniques exportent le bois, et en échange ils protègent les Espagnols contre la piraterie.
- 1765 : adoption de la première constitution du Belize, le Burnaby's code.
- 1783 : les Britanniques quittent la côte des Mosquitos (au Nicaragua).
- 1798 : bataille de St George's Caye : lors des guerres de la Révolution française, une expédition navale montée par les Espagnols, alliés de la France, est repoussée le 10 septembre.
- 1802 : immigration du peuple garifuna depuis l'île Saint-Vincent.
- 1862 : la colonie est baptisée « Honduras britannique »[16]. Depuis 1854, les habitants les plus riches élisaient au suffrage censitaire une Assemblée de notables qui est remplacée par un Conseil législatif désigné par la monarchie britannique[17].
- 1919 : la population noire se soulève pour contester la suprématie blanche[17].
- 1934 : important mouvement social contre la crise économique et le chômage.
- 1935 : les élections sont rétablies, mais seul 1,8 % de la population est en droit de voter.
- 1954 : les femmes obtiennent le droit de vote.
- 1973 : Le Honduras Britannique change de nom et devient le Belize.
- 1981 : indépendance du Belize, en qualité de royaume du Commonwealth[16].
- 1983 : tentative d'annexion de la moitié sud du pays par le Guatemala.
- 1994 : le Guatémala réclame un accès élargi à la mer des Caraïbes.
- 2000 : l'ouragan Keith dévaste le pays.
- 2002 : accord bilatéral avec Cuba pour promouvoir le tourisme.
- 2003 : Said Wilbert Musa entame son second mandat de Premier ministre après la victoire de son parti du PUP (parti uni du peuple).
- 2008 : victoire de l'UDP aux élections générales après deux mandats successifs du PUP.
- 2008 : en décembre 2008, le Belize et le Guatémala ont signé un accord visant à soumettre les différends territoriaux à la Cour internationale de justice, après des référendums dans les deux pays (qui n’ont eu lieu qu’en 2018 au Guatémala et 2019 au Belize). Le Guatémala et le Belize participent aux mesures de confiance approuvées par l’OEA (Organisation des États américains), notamment le projet d’échange linguistique entre le Guatémala et le Belize.
- 2019 : le référendum bélizien de 2019 au sujet des revendications territoriales du Guatémala (60% du pays, au sud du fleuve Sibun) donne un résultat favorable à la médiation de la Cour internationale de justice.

## Géographie

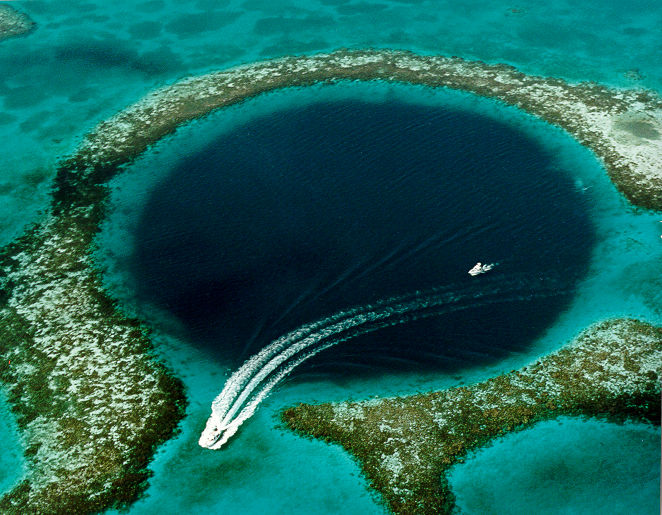
Le « Grand Trou Bleu » ; phénomène géologique remarquable.

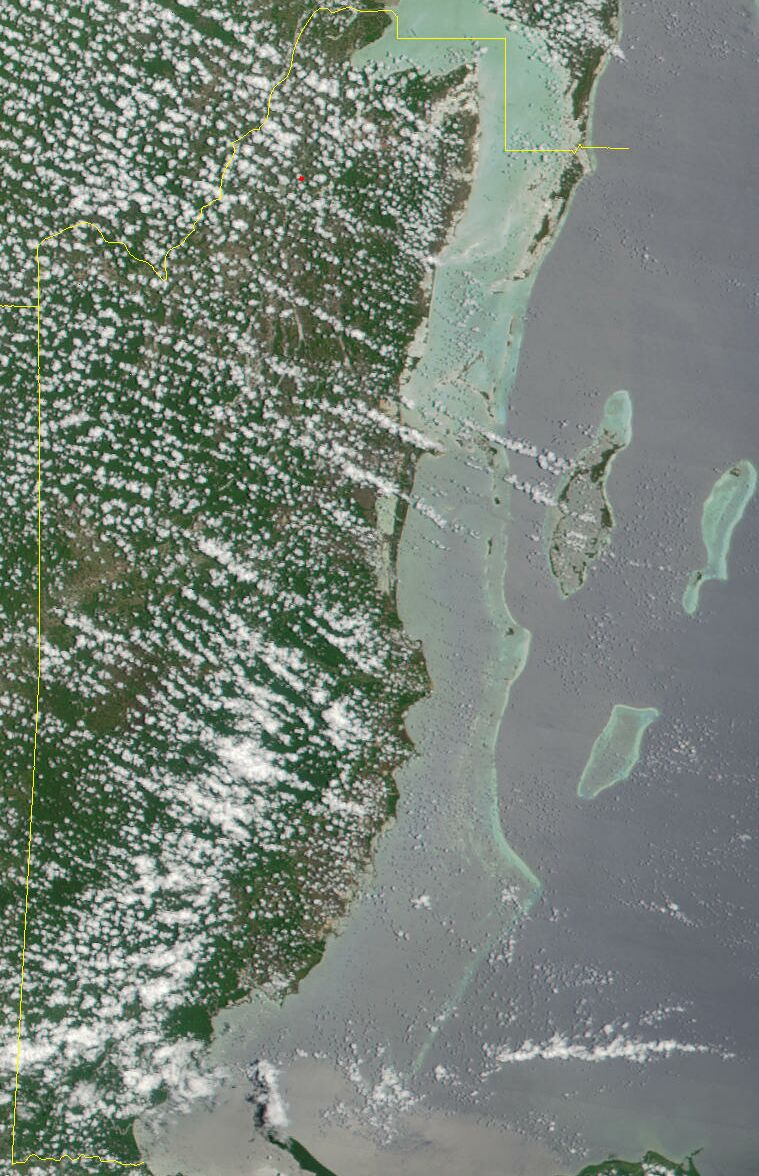
Vue satellite du Belize en mai 2001.

Le Belize occupe une surface de 22 966 km2, il possède 272 km de frontière avec le Mexique au nord, 266 km avec le Guatemala au sud et à l'ouest, et à l'est une façade maritime donnant sur la mer des Caraïbes comprenant 386 km de côtes.
Le nord du Belize consiste principalement en des plaines côtières plates et marécageuses, aux lieux fortement forestiers. Au sud se trouve un registre de basse montagne des monts Maya, dont le point le plus élevé au Belize est la crête de Victoria culminant à 1 160 m. Le Belize est situé entre les fleuves Hondo et Sarstoon, avec le fleuve Belize s'écoulant au centre du pays. Tout le long des côtes de la mer des Caraïbes se trouve une barrière de corail de 320 km. Émergeant des hauts-fonds, on dénombre environ 450 îles et îlots appelés cayes. En mer, le trou bleu dit Great Blue Hole, avec ses 124 m de profondeur, est célèbre depuis les plongées du commandant Cousteau en 1971.
Le climat local est tropical et est généralement très chaud et humide. La saison des pluies se déroule de mai à novembre avec des risques habituels mais fréquents comme les ouragans et les inondations.

## Politique
Le Belize est une démocratie parlementaire et membre du Commonwealth. Le chef d'État est actuellement[Quand ?] le roi Charles III, représenté dans le pays par un gouverneur général, qui doit avoir la nationalité bélizienne. L'organe exécutif primaire du gouvernement est le conseil des ministres, mené par le Premier ministre qui est chef du gouvernement. Les ministres du conseil sont des membres du parti politique majoritaire au parlement et tiennent habituellement des sièges d'élus en même temps que leurs positions de ministre.
Le parlement du Belize est bicaméral, c’est l'Assemblée nationale, laquelle se compose d'une Chambre des représentants et d'un Sénat. Les 31 membres de la Chambre des représentants sont élus pour cinq ans au suffrage populaire. Les membres du Sénat sont au nombre de treize, six sont choisis par le Premier ministre, trois par le chef de l'opposition, un sur recommandation du Conseil des Églises du Belize et de l'Association évangélique des Églises, un sur recommandation de la Chambre de commerce et d'industrie du Belize et du Conseil des entreprises du Belize, un sur recommandation du Congrès national des syndicats du Belize et du Comité de direction de la société civile et un par les organisations non gouvernementales (ONG) en règle. Le Sénat est dirigé par un président, qui est un membre abstentionniste désigné par la partie régissant. Le Belize est un membre actif de la Communauté caribéenne (Caricom).
Jusqu'en 2016, l'homosexualité était illégale et pouvait conduire à 10 ans d'emprisonnement.

## Districts

Districts du Belize.

Le Belize est divisé en 6 districts :
- district de Belize ;
- district de Cayo ;
- district de Corozal ;
- district d'Orange Walk ;
- district de Stann Creek ;
- district de Toledo.

## Économie
Le Belize est considéré comme un paradis fiscal d'après The Guardian (2016). Jusqu'en 2019, il figure sur la liste noire de l'Union européenne des pays jugés non coopératifs. En octobre 2023, le Conseil de l'Union européenne l'a ajouté dans sa liste des pays qui ne coopèrent pas en matière d'information fiscale.
Le 20 janvier 2005, des mouvements populaires assez violents ont eu lieu lors de la mise en place de nouvelles taxes.

## Criminalité
En 2015, le Belize affiche le taux de 44,7 homicides pour 100 000 habitants, l'un des plus élevés au monde.

## Démographie

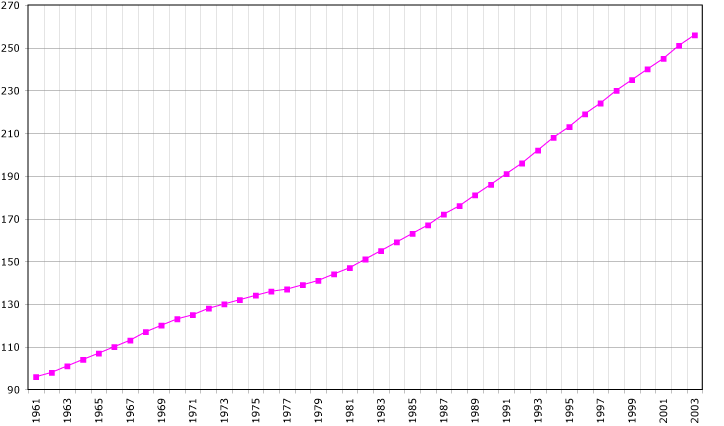
Évolution de la démographie entre 1961 et 2003 (chiffre de la FAO, 2005). Population en milliers d'habitants.

En 2022, le Belize compte 397 483 habitants.

### Groupes ethniques
La plupart des Béliziens sont d'origine multiraciale : la moitié de la population est d'ascendance amérindienne et européenne (Mestizos), un quart d'ascendance africaine et européenne (Créoles) et environ 6 % d'ascendance africaine et amérindienne (Garifunas).
Le reste de la population est composé de Mayas, de Blancs, dont une importante population mennonite, et des personnes d'ascendance asiatique.
| Ethnie         | National | National | Districts | Districts | Districts | Districts   | Districts   | Districts |
| Ethnie         | Membres  | %        | Belize    | Carozal   | Cayo      | Orange Walk | Stann Creek | Toledo    |
| -------------- | -------- | -------- | --------- | --------- | --------- | ----------- | ----------- | --------- |
| Mestizos       | 170 446  | 52,9 %   | 34,5 %    | 79,3 %    | 67,5 %    | 79,4 %      | 33,9 %      | 19,9 %    |
| Créoles        | 83 460   | 25,9 %   | 56,5 %    | 8,0 %     | 18,5 %    | 7,2 %       | 22,0 %      | 5,0 %     |
| Mayas          | 36 507   | 11,3 %   | 2,4 %     | 2,8 %     | 8,0 %     | 1,7 %       | 16,9 %      | 66,5 %    |
| Garifunas      | 19 639   | 6,1 %    | 6,4 %     | 0,9 %     | 2,0 %     | 0,8 %       | 27,5 %      | 6,1 %     |
| Indo-Caribéens | 12 452   | 3,9 %    | 5,4 %     | 4,3 %     | 2,1 %     | 0,7 %       | 5,0 %       | 6,3 %     |
| Mennonites     | 11 574   | 3,6 %    | 0,2 %     | 6,7 %     | 4,2 %     | 11,1 %      | 0,2 %       | 0,8 %     |
| Blancs         | 4 015    | 1,2 %    | 1,7 %     | 1,0 %     | 1,3 %     | 0,3 %       | 1,7 %       | 1,0 %     |
| Asiatiques     | 3 316    | 1,0 %    | 1,5 %     | 0,8 %     | 1,0 %     | 0,8 %       | 0,9 %       | 0,3 %     |
| Autres         |          |          |           |           |           |             |             |           |

### Langues

Langue la plus parlée par district en 2010 :
Espagnol
Anglais
Mayas
Kriol

L'anglais est la langue officielle du Belize, ainsi que la langue la plus parlée. Toutefois, selon le recensement de 2010, 63 % des Béliziens sont capables de tenir une conversation en anglais.
56,6 % des habitants sont par ailleurs capables de tenir une conversation en espagnol et 44,6 % peuvent le faire en kriol.
L'anglais et le kriol prédominent le long de la côte, ainsi que dans le centre et le Sud du pays. Dans l'Ouest et le Nord, l'espagnol est plus répandu. Les divers groupes mayas parlent une langue maya, ainsi qu'un dialecte du créole anglais, similaire aux dialectes créoles des îles anglophones des Caraïbes. Des communautés du sud du pays parlent surtout le garifuna.
| Langue        | National  | National | Districts | Districts | Districts | Districts   | Districts   | Districts |
| Langue        | Locuteurs | %        | Belize    | Carozal   | Cayo      | Orange Walk | Stann Creek | Toledo    |
| ------------- | --------- | -------- | --------- | --------- | --------- | ----------- | ----------- | --------- |
| Anglais       | 183 903   | 62,9     | 72,5 %    | 54,4 %    | 66,7 %    | 62,2 %      | 52,0 %      | 47,9 %    |
| Espagnol      | 165 296   | 56,6     | 34,1 %    | 84,7 %    | 71,5 %    | 85,6 %      | 39,3 %      | 28,2 %    |
| Kriol         | 130 467   | 44,6     | 16,8 %    | 18,9 %    | 39,9 %    | 18,9 %      | 67,4 %      | 47,2 %    |
| Langues mayas | 30 748    | 10,5     | 1,2 %     | 2,5 %     | 6,2 %     | 2,3 %       | 16,3 %      | 68,4 %    |
| Garifuna      | 8 442     | 2,9      | 2,7 %     | 0,4 %     | 0,9 %     | 0,5 %       | 13,8 %      | 3,0 %     |
| Allemand      | 9 364     | 3,2      | 0,1 %     | 5,8 %     | 3,9 %     | 10,0 %      | 0,3 %       | 0,7 %     |
| Chinois       | 2 600     | 0,9      | 1,3 %     | 0,7 %     | 0,8 %     | 0,7 %       | 0,9 %       | 0,3 %     |
| Autres        | 2 779     | 0,9      |           |           |           |             |             |           |

### Religions
| Religion                    | National    | National | Districts | Districts | Districts | Districts   | Districts   | Districts |
| Religion                    | Pratiquants | %        | Belize    | Corozal   | Cayo      | Orange Walk | Stann Creek | Toledo    |
| --------------------------- | ----------- | -------- | --------- | --------- | --------- | ----------- | ----------- | --------- |
| Catholicisme                | 129 456     | 40,1 %   | 38,1 %    | 46,4 %    | 34,6 %    | 44,5 %      | 40,8 %      | 44,3 %    |
| Pentecôtisme                | 27 121      | 8,4 %    | 5,7 %     | 4,3 %     | 15,5 %    | 4,5 %       | 8,9 %       | 10,4 %    |
| Adventiste du septième jour | 17 559      | 5,4 %    | 6,2 %     | 10 %      | 4,3 %     | 5,1 %       | 4,4 %       | 1,6 %     |
| Anglicanisme                | 15 065      | 4,7 %    | 11,1 %    | 1 %       | 2,2 %     | 1,1 %       | 5 %         | 0,9 %     |
| Mennonitisme                | 12 053      | 3,7 %    | 0,4 %     | 6,6 %     | 4,1 %     | 11,1 %      | 0,6 %       | 2,1 %     |
| Baptisme                    | 11 620      | 3,6 %    | 4,4 %     | 1,6 %     | 2,7 %     | 1 %         | 5,5 %       | 7,9 %     |
| Méthodisme                  | 9 457       | 2,9 %    | 7 %       | 1,3 %     | 0,5 %     | 0,6 %       | 2,8 %       | 1,9 %     |
| Église du Nazaréen          | 9 145       | 2,8 %    | 2,2 %     | 2,1 %     | 3,7 %     | 0,3 %       | 3,9 %       | 6,2 %     |
| Sans                        | 49 975      | 15,5 %   | 13,8 %    | 16,3 %    | 19,5 %    | 12,3 %      | 17,4 %      | 12,8 %    |
| Autres                      |             |          |           |           |           |             |             |           |

## Culture
- Culture du Belize (en)
- Bibliothèque nationale du Belize (en) (1825)
- Belize National Dance Company (en)
- Musique du Belize (en)
- Bliss Institute (1953, centre culturel)
- Littérature bélizéenne (en)
- Street Art Festival in Belize City (en)
- Cinéma bélizéen (en)
- Cuisine bélizienne

### Patrimoine

#### Liste du patrimoine mondial
Le programme Patrimoine mondial (UNESCO, 1971) a inscrit dans sa liste du patrimoine mondial (au 17 janvier 2016) : Liste du patrimoine mondial au Belize.

#### Liste représentative du patrimoine culturel immatériel de l’humanité
Le programme Patrimoine culturel immatériel (UNESCO, 2003) a inscrit dans sa liste représentative du patrimoine culturel immatériel de l'humanité (au 17 janvier 2016) :
- 2008 : la langue, la danse et la musique des Garifunas[25].

#### Registre international Mémoire du monde
Le programme Mémoire du monde (UNESCO, 1992) a inscrit dans son registre international Mémoire du monde (au 17 janvier 2016) :
- 2009 : registres des esclaves des Antilles britanniques 1817-1834 (Bahamas, Belize, Bermuda, Dominique, Jamaïque, St Kitts, Trinité-et-Tobago, Royaume-Uni)[26].

### Fêtes et jours fériés
| Date                   | Nom                               | Remarques                 |
| ---------------------- | --------------------------------- | ------------------------- |
| 1er janvier            | New Year's Day                    |                           |
| 9 mars                 | Baron Bliss Day                   |                           |
| début mars             | San José Succotz Fiesta           |                           |
| fin avril ou début mai | National Agricultural Trade Show  | Belmopan                  |
| mai (variable)         | Cashew Festival                   | Crooked Tree              |
| mai (variable)         | Cayo Expo                         | San Ignacio               |
| 24 mai                 | Commonwealth Day                  | Crooked Tree              |
| fin juin               | Lobster Fest                      | Placencia                 |
| début à la mi-juillet  | Benque Viejo Fiesta               | Benque Viejo              |
| août                   | International Costa Maya Festival | San Pedro, Ambergris Caye |
| 10 septembre           | St George's Caye Day              |                           |
| 21 septembre           | Belize Independence Day           |                           |
| 11 octobre             | Pan-American Day                  |                           |
| 19 novembre            | Garifuna Settlement               |                           |
| 25 décembre            | Christmas Day                     |                           |
| 26 décembre            | Boxing Day                        |                           |

## Communications
En 2025, le Belize compte 25 400 lignes fixes et 164 200 utilisateurs de portables.

## Transports
- Routes : 3 000 km[28].
- Voies navigables : 825 km[29].
- Nombre d'aéroports : 14[30].

## Cinéma
- La Province oubliée, film documentaire d'Oliver Dickinson, 2009.